# 河合克敏
河合克敏（日語：かわい かつとし，1964年5月2日—），日本漫畫家。血型為O型。靜岡縣濱松市北區（舊引佐郡引佐町）人。

## 經歷
曾任上條淳士的助手、1987年以《爆風ガールズ》（週刊少年Sunday8月增刊號）正式出道。
1988年在第1屆Comic Grand Prix得獎而展開連載的柔道漫畫《柔道小霸王》（週刊少年Sunday）為其第一部連載作品。本作為長達30卷的長期連載，使其一舉成為人氣漫畫家。
1996年開始連載以競艇為題材的漫畫《馳風！競艇王》（週刊少年Sunday），此作亦為多達30卷的暢銷作品，並在1999年獲得第45屆小學館漫畫獎。後於2004年被製成動畫。
2006年12月開始於《週刊Young Sunday》連載以書法為題材的漫畫《鈴里高校書道部》，該誌停刊後移至《Big Comic Spirits》隔週連載至2015年16號。本作亦被NHK改編為電視劇、於2010年1月至2月共6集播放完畢。

## 作品列表
- 柔道小霸王 - 《週刊少年Sunday》（1988年 - 1995年）
- 馳風！競艇王（日语：モンキーターン (漫画)） - 《週刊少年Sunday》（1996年 - 2005年）- 已於2004年動畫化。（共50集）
- 引っ越し - 《週刊少年Sunday超》 （2003年5月25日號）
- 鈴里高校書道部 - 《週刊Young Sunday》（2006年 - 2008年）→《週刊Big Comic Spirits》（2008年 - 2015年）

### 人物設定
- サンデー×マガジン クロスライン

## 助手
- 木根ヲサム（1996年春〜1998年春）[6]
- 寒川一之[7]
- 倉薗紀彥（至《馳風！競艇王》最終回為止約3年半）[8]
- 玉置一平[9][10]
- 宗我部利典[11]